# آدام ولانیون
آدام ولانیون (انگلیسی: Adam Wolanin; ۱۳ نوامبر ۱۹۱۹ – ۲۶ اکتبر ۱۹۸۷) بازیکن فوتبال اهل لهستان بود.
از باشگاه‌هایی که در آن بازی کرده‌است می‌توان به باشگاه فوتبال بلکپول و باشگاه فوتبال اسپارتاک مسکو اشاره کرد.
وی همچنین در تیم ملی فوتبال ایالات متحده آمریکا بازی کرده‌است.